# هيلانة

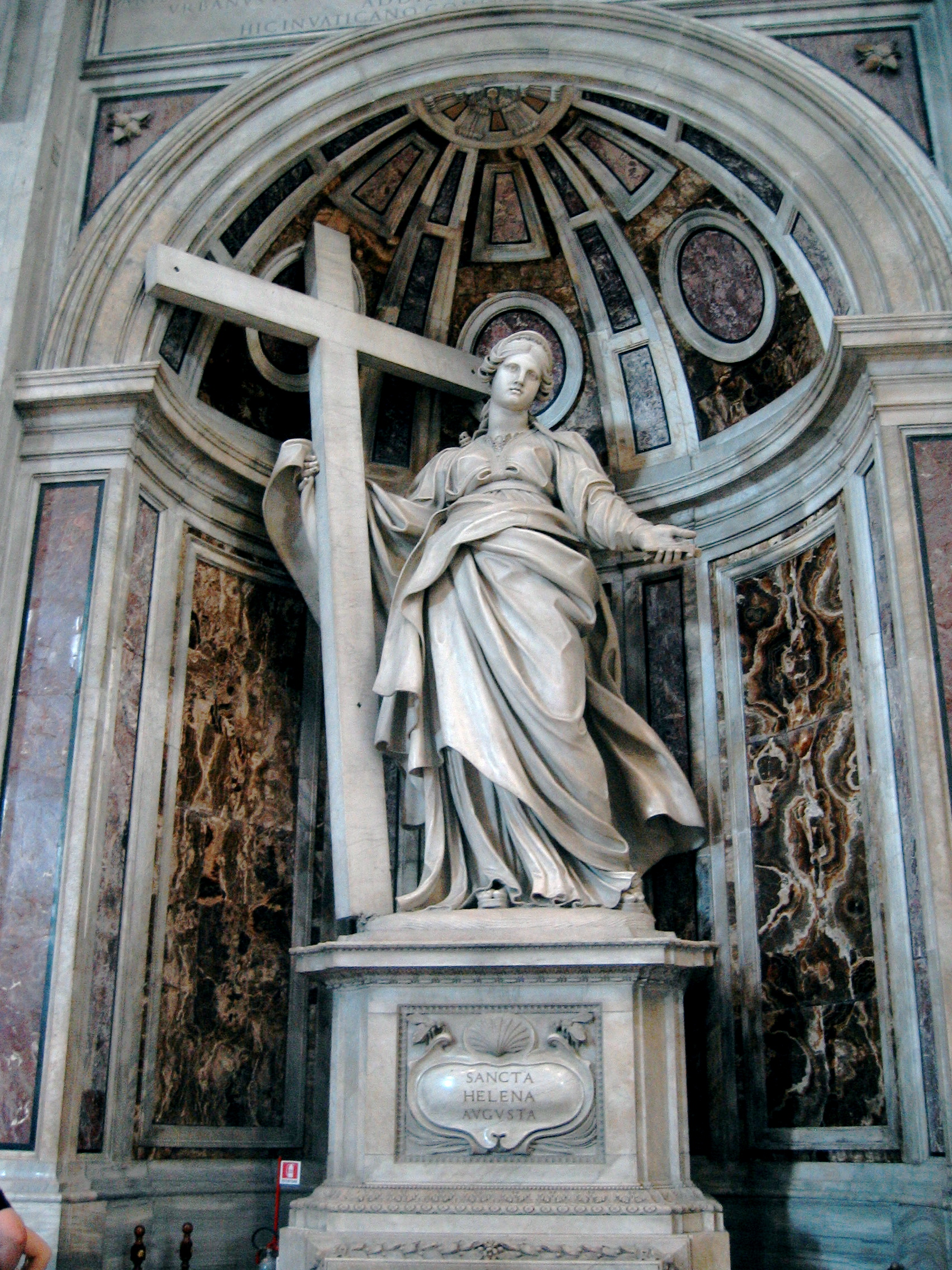
هيلانة

هيلانة هي والدة الإمبراطور الروماني قسطنطين العظيم، وقديسة.

## نشأتها
وُلدت القديسة (هيلانة) (حوالي 250-327 م) بمدينة الرُها من أبوين مسيحيين نحو سنة 247 م، فربّياها تربية مسيحية وأدّباها بالآداب الدينية. وكانت حسنة الصورة جميلة النفس، واتفق لقُنسطنس ملك بيزنطية أن نزل بمدينة الرُها وسمع بخبر هذه القديسة وجمال منظرها، فطلبها وتزوجها حوالي عام 270 م. فرزقت منه بقسطنطين فربّته أحسن تربية وعلّمته الحكمة والآداب. وفي عام 293م التزم قُنسطنس بأن يطلقها لكي يرتبط بقرابة مع الإمبراطور الأكبر في الغرب مكسيميانوس، بزواجه من ابنة له من زواج سابق تُدعى ثيؤدورا. استمرت هيلانة مرتبطة بابنها، أما الثلاثين عام التالية فلا نعرف الكثير عنها. في ظروف حرجة عاد لهيلانة مكانتها العظمى عندما ملك قسطنطين. نٌصرته على ليسينيوس عام 324 جعلته الحاكم الوحيد على الإمبراطورية الرومانية، والصراع الخطير داخل الأسرة المالكة أدى إلى استبعاد الزوجة الثانية فوستا وابنه كريسيس كريسبوس.
هيلانة كإمبراطورة، أم للملك واوغوستا صاحبة سلطان لها اعتبارها ودورها في التاريخ:الملكة هيلانة وإيمان ابنها قسطنطين هيأت الملكة هيلانة قلب ابنها قسطنطين ليقبل الإيمان بالسيد المسيح. وفي الوقت المعين ظهرت له علامة الصليب في السماء وقد نُقش تحته «بهذا تغلب». بالفعل انتصر، وآمن بالمصلوب، وصار أول إمبراطور روماني مسيحي. البحث عن الصليب المجيد وإقامة مبانٍ كنسية اشتركت مع قسطنطين بخصوص إقامة مبانٍ كنسية في بيت لحم وأورشليم، واكتشافها للصليب المقدس سبب حركة إحياء لأورشليم وشجع على السياحة إليها.
رأت القديسة في الليل من يقول لها:
```
 «امضِ إلى أورشليم وافحصي بتدقيق عن الصليب المجيد والمواضع المقدسة». وإذ أعلمت ابنها بذلك أرسلها مع حاشية من الجند إلى أورشليم، فبحثت عن عود الصليب المجيد حتى وجدته، كما وجدت الصليبين الآخرين الذين صلب عليهما اللصان. فقصدت أن تعرف أيهما هو صليب السيد المسيح، فأعلمها القديس مقاريوس أسقف كرسي أورشليم بأنه هو الصليب المكتوب أعلاه: «هذا هو يسوع ملك اليهود». ثم سألته أن ترى آية ليطمئن قلبها، فاتفق بتدبير السيد المسيح مرور قوم بجنازة ميت في ذلك الحين، فوضعت كلاَّ من الصليبين على الميت فلم يقم، ولما وضعت الصليب الثالث قام الميت في الحال، فازداد إيمانها وعظم سرورها.
بعد ذلك شرعت في بناء الكنائس، وبعد ما سلمت للأب مقاريوس المال اللازم لعميلة البناء أخذت الصليب المجيد والمسامير وعادت إلى ابنها الملك البار قسطنطين، فقبَّل الصليب ووضعه في غلاف من ذهب مرصع بالجواهر الكريمة، ووضع في خوذته بعض المسامير التي كانت به. صارت هيلانة مثلاً حيًّا للإمبراطورة المسيحية التي تساهم في جعل الإمبراطورية الرومانية مسيحية. سارت هذه القديسة سيرة مرضية ورتبت أوقافا كثيرة على الكنائس والأديرة والفقراء. ثم تنيّحت عام 327 م وهي قرابة الثمانين. السنكسار 9 بشنس.
[
7
]
```

## قسطنطين الملك البار
كان أغلب القادة الكنسيين معجبين بشخصية الإمبراطور قسطنطين الكبير (حوالي 272-337 م) وأمه هيلانة الملكة، يتطلعون إليهما كشخصين بارين قاما بدورٍ عظيم في تاريخ الكنيسة الأولى. مع أنه لم ينل العماد إلا في السنة الأخيرة من حياته على يدي الأسقف الأريوسي يوسابيوس النيقوميدي إلا أنه يتحدث عن نفسه كمسيحي غيور، جعل من المسيحية الديانة الرسمية للدولة الرومانية، وأمر بحفظ يوم الأحد، وصادر المعابد الوثننية وحوّل الكثير منها إلى كنائس، وعفا رجال الدين المسيحي من الضرائب، كما تدخّل في المشاكل الكنسية. وهو الذي دعا إلى عقد أول مجمع مسكوني في العالم في نيقية عام 325 م. عشقه يوسابيوس القيصري، وسجّل لنا تاريخه، كما مدحه المدافع لاكتانتيوس، وقال عنه هوسيوس أسقف كوردونا بأسبانيا أنه صنع عجائب في الكنيسة.

## نشأته
اسم أبيه قسطنطيوس الأول وأمه هيلانه، وكان أبوه ملكًا على بيزنطة ومكسيميانوس ملكًا على رومه ودقلديانوس على إنطاكية ومصر. وكان قونسطا وثنيًا، إلا أنه كان صالحًا محباً للخير رحومًا شفوقًا. واتفق أنه مضى إلى الرُها وهناك رأى هيلانة وأعجب بها فتزوجها، وكانت مسيحية فحملت منه بقسطنطين هذا. ثم تركها في الرُها وعاد إلى بيزنطية، فولدت قسطنطين وربّته تربية حسنة وأدّبته بكل أدب، وكانت تبث في قلبه الرحمة والشفقة على المسيحيين. ولكنها لم تجسر أن تعمّده ولا تُعلِمَه أنها مسيحية، فكبر وأصبح فارسًا وذهب إلى أبيه الذي فرح به لما رأى فيه الحكمة والمعرفة والفروسية. صار شريكًا في والده في الإمبراطورية.

## اتساع مملكته
يحدثنا يوسابيوس القيصري عن نصراته الفائقة التي بلغت أقاصي المسكونة في ذلك الحين، فبلغ في الغرب بريطانيا وما حولها، وفي الشمال غلب مملكة السكيثيين مع أنها كانت قبائل متوحشة لا يمكن حصر تعدادها، وفي الجنوب بلغ إلى الأثيوبيين والبليميين، وفي الشرق بلغ إلى الهند وما حولها. وقد رحّب الكل به باغتباط، مقدمين له هدايا، طالبين صداقته، وأقاموا تماثيل وصورًا له في بلادهم.

## قسطنطيوس
لم يكن ممكنًا ليوسابيوس أن يؤرخ لقسطنطين الكبير دون الإشارة إلى والده قسطنطيوس. فقد كان أحد أربعة أباطرة يشتركون معًا في إدارة الإمبراطورية الرومانية في وقتٍ واحدٍ، وهم دقلديانوس ومكسيميانوس وجاليريوس (غالريوس) وقسطنطيوس. أبى الأخير أن يقتدي بالثلاثة الآخرين خاصة في اضطهاد المسيحيين، مع أنه لم يكن مسيحيًا.
ذكر يوسابيوس أمثلة رائعة تكشف عن سمو شخصيته:
1. أرسل إليه الإمبراطور، غالبًا مكسيميانوس، يلومه على لطفه الزائد وتقواه واهتمامه بالشعب، مقدمًا برهانًا على ذلك أن خزانته قد صارت فارغة. للحال استدعى قسطنطيوس أغنى رعاياه في كل الأمم الخاضعة له وأخبرهم بأنه محتاج إلى مالٍ. تسابق الكل في العطايا بسخاء عجيب، حتى إذ جاء رُسل الإمبراطور ذهلوا من كثرة ما لديه. وإذ رجع الرسل أصرّ أن يرد لكل شخص ما قدّمه بعد أن شكرهم على محبتهم وإخلاصهم وسخائهم.
2. أما المثل الآخر العجيب فقد أصدر بين رجال الدولة أمرًا بأن يختار كل منهم أحد أمرين: إما تقديم ذبائح للأرواح الشريرة أو ترك الخدمة في القصر. وهنا وافق البعض على تقديم ذبائح للأرواح الشريرة، ورفض الفريق الآخر ذلك وإن كلفهم الأمر طردهم من خدمة الملك. وإذ عرف الملك ما في قلوبهم اختار الفريق الثاني مادحًا إيّأهم حاسبًا أن من كان أمينًا للّه يُخلص في عمله، أما من يخون الله فكيف يمكن أن يثق فيه؟ وقد كافأه الله بأن صار فيما بعد هو وحده أوغسطس الرئيسي، وتفوّق على كل الأباطرة، حتى بلغ شيخوخة سعيدة وسلّم الملك لابنه قسطنطين.

## شخصية قسطنطين الشاب
في شبابه رافق قسطنطين دقلديانوس وغالريوس في بعض الرحلات والحملات. اتسم عن أقرانه بقوة الشخصية وبرز في مواهبه العقلية، كما في قوته البدنية، محبًا للعلم، وكان ذا ذكاء خارق وحكمة إلهية. حاول دقلديانوس التخلص منه بدافع الحسد والخوف منه، فاتهمه باتهامات أخلاقية، لكنه هرب منه وذهب إلى أبيه. كان والده مشرفًا على الموت عندما وجد قسطنطين قد جاء إليه على غير موعد، فقفز وعانقه بحرارة، وتنازل له عن المُلك ثم أسلم الروح.

## ظهور الصليب المقدس

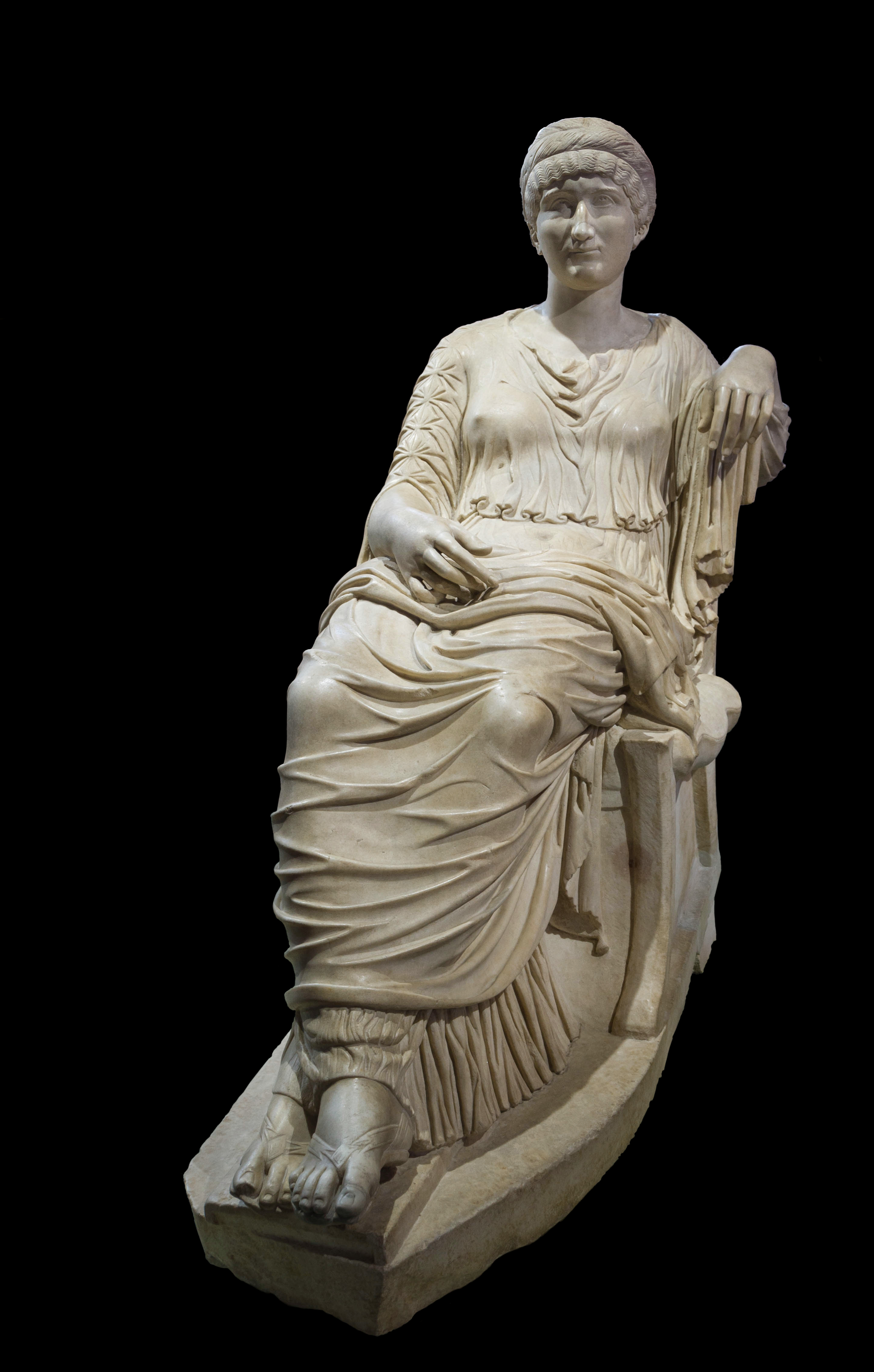
هيلانة

بعد وفاة أبيه تَسَّلم المملكة ونشر العدل والإنصاف ومنع المظالم، فخضع الكل له وأحبّوه، ووصل عدله إلى سائر البلاد، فأرسل إليه أكابر روما طالبين أن ينقذهم من ظلم مكسيميانوس فزحف بجنده إلى إنقاذهم. وفي أثناء الحرب رأى في السماء في نصف النهار صليبًا مكوّنًا من كواكب مكتوبًا عليه باليونانية الذي تفسيره «بهذا تغلب»، وكان ضياؤه يشع أكثر من نور الشمس، فأراه لوزرائه وكبراء مملكته فقرؤوا ما هو مكتوب ولم يًدركوا السبب الموجب لظهوره. وفي تلك الليلة ظهر له ملاك الرب في رؤيا وقال له: «اعمل مثال العلامة التي رأيتها وبها تغلب أعداءك». ففي الصباح جهّز علمًا كبيرًا ورسم عليه علامة الصليب، كما رسمها أيضًا على جميع الأسلحة، واشتبك مع مكسيميانوس في حرب دارت رحاها على الأخير الذي ارتد هاربًا، وعند عبوره جسر نهر التيبر سقط به فهلك هو وأغلب جنوده. ودخل قسطنطين رومه فاستقبله أهلها بالفرح والتهليل، وكان شعراؤها يمدحون الصليب وينعتونه بمخلِّص مدينتهم ثم عيّدوا للصليب سبعة أيام، وأصبح قسطنطين ملكًا على الشرق والغرب.

## اكتشاف الصليب المقدس
أصدر أمرًا إلى سائر أنحاء المملكة بإطلاق المعتقلين، وأمر ألا يشتغل أحد في أسبوع الآلام كأوامر الرسل، وأرسل هيلانة إلى بيت المقدس فاكتشفت الصليب المقدس. وفي السنة السابعة عشرة من ملكه اجتمع المجمع المسكوني الأول بنيقية في عام 325 م.

## تمثال قسطنطين
إذ استقبلته روما بالهتافات على المستوى الرسمي والشعبي أمر بإقامة حربة عالية على شكل صليب تحت يد تمثال يمثل شخصه في أبرز مكان في روما، على أن تُنقش عليه العبارة التالية باللغة اللاتينية: «بفضل هذه العلامة المباركة، التي هي محك القوة الحقيقي، أُنقذت وحرّرت مدينتكم من نير البطش، وحرّرت كذلك مجلس الأعيان الروماني والشعب الروماني، وأعدتهم إلى مجدهم السابق ورفعتهم السالفة». فرح عام تحوّلت روما إلى محفلٍ عظيمٍ، إذ أقام الكثيرون الولائم والأفراح. وأصدر قسطنطين مرسومًا برد أملاك كل من اُغتصبت منهم، وإطلاق المسجونين ظلمًا. يقول يوسابيوس: «كذلك استدعى الإمبراطور إليه جماعة خدّام الله، وأظهر لهم مظاهر الاحترام والإكرام، وعطف عليهم بالقول والفعل كأشخاصٍ كرّسوا لخدمة إلهه. وبناء على هذا سمح لهم بالجلوس على مائدته بالرغم من حقارة ملبسهم ووضاعة مظهرهم. ولكنهم لم يكونوا كذلك في عينيه، لأنه لم ينظر إلى الواحد منهم بالعين المجردة، بل كان يرى الله في شخصه. وجعلهم كذلك رفقاءه في السفر، معتقدًا أن ذاك الذي يخدمونه لابد أن يساعده. علاوة على ذلك فقد دفع من موارده الخاصة هبات كثيرة لكنائس الله، لتوسيع هذه المباني المقدسة وتعليتها، وزخرفة هياكل الكنائس بتقدمات سخية» (كتاب 1: 42). أظهر سخاء عجيبًا على الفقراء المسيحيين والوثنيين، خاصة الأسر المستترة. «كان قسطنطين عندما يخرج من قصره الملكي باكرًا جدًا في الفجر، ويشرق بنورٍ سماوي، يسطع بأشعة إحسانه على كل من تقدم إليه» (1: 43). كان يجلس مع الأساقفة، ويشترك معهم في مناقشاتهم كشخصٍ عادي مستبعدًا حرسه الخاص، إذ كان في حمى مخافة الرب.

## مؤامرة ليسينيوس ضده
قدّم قسطنطين الدليل على إخلاصه ومحبته لليسينيوس فأزوجه أخته، وجعله أحد أعضاء الأسرة الإمبراطورية. لكن ليسينيوس دبّر مكائد خفية، وفي كل مرة كان قسطنطين يكتشف المؤامرات ويعفو عنه. وأخيرًا أعلن ليسينوس الحرب علانية ضد قسطنطين بل وضد الله الذي يعبده قسطنطين. فمنع اجتماع الأساقفة معًا تحت أي ظروف؛ وطلب أن تقوم الاجتماعات في الهواء الطلق بدلاً من بيوت الصلاة. انغمس في الشهوات حاسبًا الزنا أمرًا طبيعيًا، وأخيرًا أظهر عداوة ضد الكنيسة وطالب بتقديم ذبائح وثنية، واخترع ألوانًا جديدة من العذابات للمسيحيين. انتصر عليه قسطنطين وهرب في زيّ عبد. عاد ليستخدم السحر والاتكال على الآلهة الكاذبة. سمح الله له بتأديبات قاسية حتى كادت ملامح وجهه أن تتلاشى، ولم يبقَ فيه إلا العظام الجافة، صار أشبه بهيكلٍ عظميٍ. أخيرًا أدرك خطأه وقدّم توبة، وأعلن أن إله المسيحيين هو وحده الإله الحقيقي.

## تجديد بناء بيزنطية
قد جدّد بناء بيزنطية ودعاها باسمه القسطنطينية وجلب إليها أجساد كثيرين من الرسل والقديسين، وتنيّح بنيوقوميديا، فوضعوه في تابوت من ذهب وحملوه إلى القسطنطينية، فتلقّاه البطريرك والكهنة بالصلوات والقراءات والتراتيل الروحانية، ووضعوه في هيكل الرسل القديسين. وكانت مدة حياته خمسًا وسبعين سنه.

## تكريمها بعد موتها
يرى المؤرخ يوسابيوس أنه لم يوجد ملك قط نال كرامة في أيام ملكه وحتى بعد موته مثل قسطنطين، فإذ أكرمَه الله، فبقي في سلطانه الملكي حتى بعد موته. بعد موته «ضُربت عملة تحمل التصميم التالي: ظهرت على أحد الوجهين صورة ملكنا المبارك ورأسه مُغطى بحجاب، أما الوجه الآخر فقد صوّره جالسًا على مركبة تجرّها أربعة جياد، وقد امتدّت يد من أعلى إلى أسفل لكي تقبله في السماء» (ك 4: 73).

إحدى القصص الشهيرة للملكة هيلانه انها ذهبت إلى القدس للبحث عن خشبة الصليب الحقيقية فقيل لها على يد أحد الشيوخ المقيمين هناك والذي يعتقد بان اسمه كان يوحنا انه من المعتقد وجود ثلاث صلبان مدفونين تحت إحدى اكوام الزبالة التي حرض رؤساء المجمع اليهودي اليهود لالقاء الزبالة فيها لاخفاء معالم الصلبان الثلاث ولكن الملكة هيلانة امرت الجنود بازالة الزبالة واستخراج الصلبان ولكنها ارادت ان تتعرف على الصليب الحقيقي للمسيح فكانت في ذلك الوقت تمر إحدى الجنازات لشاب فامرتهم بالتوقف وجربت وضع الصلبان الثلاثة على جثمان الشاب المتوفي ففي المحاولة الثالثة قام الميت فتيقنت انه صليب المسيح فاخذته ووضعته في كنيسة بنيتها خصيصا للصليب في مدينة القدس أطلق عليها كنيسة الصليب وكان الصليب الحقيقي ياخذ منه اجزاء خشبية للتبارك بها من قبل الزوار المسيحيين وقيل ان الصليب كان لا ينقص رغم ذلك ولكنه لا يعرف الآن اين مكانه بالتحديد على الرغم من وجود بعض الاجزاء منه حتى الآن.

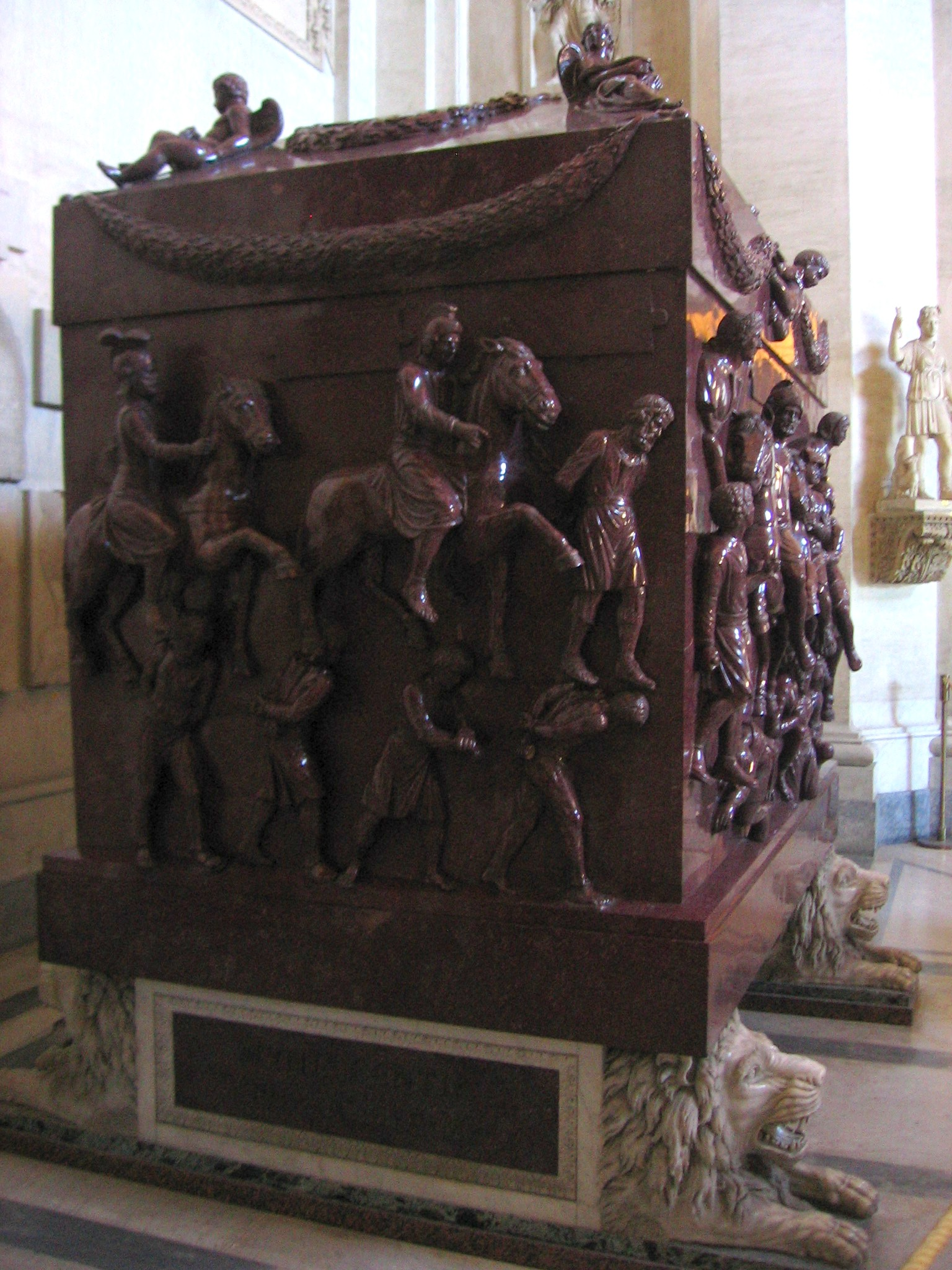
تابوت هيلينا في متحف بيو كليمنتينو، متاحف الفاتيكان، روما.

في سنة 331م تحول معبد جوبيتر في يبرود إلى كاتدرائية مسيحية باسم القديسين قسطنطين وهيلانة تيمنا بالإمبراطور الروماني قسطنطين الذي سمح بالحرية الدينية بالبلاد، وأمه القديسة هيلانة التي أقنعته بالتسامح الديني وتحولت الدولة الرومانية فيما بعد إلى الديانة المسيحية، وقد مرت القديسة هيلانة من المنطقة أثناء عودتها من القدس بعد اكتشاف خشب الصليب المقدس.
توفيت هيلينا حوالي عام 330 وكان ابنها بجانبها. تم دفنها في ضريح هيلينا، خارج روما في فيا لابيكانا. يتم عرض التابوت في متحف الفاتيكان بيو كليمنتين، بجوار تابوت حفيدتها القسطنطينية (القديسة كونستانس). ومع ذلك، في عام 1154 تم استبدال رفاتها في التابوت ببقايا البابا أنستاسيوس الرابع، وتم نقل رفات هيلينا إلى سانتا ماريا في آرا كويلي.